# KN-09 (lance-roquettes multiple)
Le KN-09 (K-SS-X-9) est un système nord-coréen d’artillerie à roquettes de 300 mm composé de huit roquettes regroupées dans deux nacelles de quatre roquettes.

## Conception
Le KN-09 est soupçonné d’être dérivé de lance-roquettes multiples (LRM) similaires de calibre 300 mm tels que le BM-30 Smertch russe, le WS-1B chinois ou même le M-302 syrien. Le camion porteur employé pour le KN-09 serait la version civile de fabrication chinoise du camion Sinotruk HOWO truck utilisé à des fins militaires. Il a été vu pour la première fois en 2014 lorsque la Corée du Sud et les États-Unis menaient leurs exercices conjoints.
Alors que la désignation « KN-09 » semblait initialement faire référence au Kh-35 développé localement (nommé localement Kumsong 3), il a été précisé par la suite qu’il faisait référence à ce système LRM.
La Corée du Sud estime que les roquettes de calibre 300 mm ont une portée de 180 à 200 km avec une charge offensive de 190 kg, beaucoup plus longue que les précédents LRM à plus longue portée de l’Armée populaire de Corée, les M1985/M1991 de 240 mm avec une portée de 60 à 65 km. Bien que cela ait été plus que suffisant pour menacer Séoul, le rayon d'action du KN-09 peut couvrir la moitié de la Corée du Sud, y compris le complexe militaire de Gyeryong de la République de Corée dans la province du Chungcheong du Sud ainsi que la ville de Daejeon, et menacer les principales bases militaires des forces américaines en Corée comme Pyeongtaek et la base aérienne d’Osan, à 97 km au sud de Séoul. Les roquettes de calibre 300 mm sont probablement (sans connaître les caractéristiques exactes du KN-09, mais en comparant simplement les calibres) trois fois plus puissantes que les roquettes de 122 mm du BM-21 Grad. Des ogives à fragmentation et de pénétration souterraine sont également en production. Elles peuvent avoir un système de guidage. La Corée du Sud estime que le KN-09 pourrait entrer en service opérationnel d’ici la fin 2016,,,.
L’Agence centrale de presse coréenne (KCNA), gérée par l’État nord-coréen, a publié des photos du KN-09 en mars 2016, révélant des améliorations apportées au système. Le camion lanceur 6×6 est doté de persiennes blindées afin de protéger le pare-brise des flammes des roquettes.  Les huit tubes de lancement sont contenus dans deux nacelles de quatre roquettes, ce qui réduit le temps de rechargement car les nacelles peuvent être préchargées avec des roquettes et échangées plus rapidement que le rechargement tube par tube. Bien que la conception du LRM soit soupçonnée être basée sur l’artillerie à roquettes de gros calibre russe ou chinoise, avec un guidage provenant probablement du GLONASS russe ou du système de navigation chinois Beidou, les fusées ont deux ailerons de contrôle sur leur tête, un guidage caractéristique du M31 GMLRS américain, qui a quatre petites ailes fixées à la tête de la fusée pour plus de précision, et du Pinaka Mk-II indien, une caractéristique non présente sur le 9K58 Smerch. Sur la base du document hautement classifié, la Corée du Nord semble avoir achevé le développement et le déploiement de lance-roquettes multiples de 300 mm équipés de systèmes d’imagerie-guidage et de GPS qui peuvent frapper Daejeon, où se trouvent les quartiers généraux militaires conjoints de l’armée, de la marine et de l’armée de l’Air sud-coréennes. Le guidage potentiellement précis des roquettes permettrait probablement l’utilisation de ce système pour cibler des sites d’importance militaire, tels que des aérodromes en Corée du Sud.
Lors des défilés militaires de 2020 et 2022, le KN-09 a été présenté avec un plus grand nombre de fusées que celui présenté à l’origine, ce nombre était porté à 12 tubes de lancement, montés sur un châssis de camion ZIL-135 8x8 modifié. Il a également été analysé que le système était entré en déploiement en 2018.